# Winter World University Games 2025/Teilnehmer (Türkei)
| Gelbes Symbol für Goldmedaillen mit stilisierten Olympischen Ringen | Graues Symbol für Silbermedaillen mit stilisierten Olympischen Ringen | Braundes Symbol für Bronzemedaillen mit stilisierten Olympischen Ringen |
| ------------------------------------------------------------------- | --------------------------------------------------------------------- | ----------------------------------------------------------------------- |
| —                                                                   | —                                                                     | —                                                                       |

Die Türkei nahm mit 26 Athleten (13 Männer und 13 Frauen) an den Winter World University Games 2025 in Turin teil.

## Teilnehmer nach Sportarten

### Eiskunstlauf
| Athleten    | Wettbewerbe | Kurzprogramm/ Rhythmustanz | Kurzprogramm/ Rhythmustanz | Kür           | Kür           | Gesamt | Gesamt |
| Athleten    | Wettbewerbe | Punkte                     | Rang                       | Punkte        | Rang          | Punkte | Rang   |
| ----------- | ----------- | -------------------------- | -------------------------- | ------------- | ------------- | ------ | ------ |
| Frauen      |             |                            |                            |               |               |        |        |
| Ceren Karaş | Einzel      | 33,99                      | 30                         | ausgeschieden | ausgeschieden | 33,99  | 30     |
| Männer      |             |                            |                            |               |               |        |        |
| Başar Oktar | Einzel      | 56,44                      | 22                         | 72,14         | 24            | 128,58 | 24     |

### Ski Alpin
| Athleten         | Wettbewerbe  | 1. Lauf     | 1. Lauf | 2. Lauf       | 2. Lauf       | Gesamt      | Gesamt |
| Athleten         | Wettbewerbe  | Zeit        | Rang    | Zeit          | Rang          | Zeit        | Rang   |
| ---------------- | ------------ | ----------- | ------- | ------------- | ------------- | ----------- | ------ |
| Frauen           |              |             |         |               |               |             |        |
| Buse Akar        | Riesenslalom | 1:27,71 min | 76      | 1:22,78 min   | 62            | 2:50,49 min | 62     |
| Buse Akar        | Slalom       | DNF         | DNF     | ausgeschieden | ausgeschieden | DNF         | DNF    |
| Mina Baştan      | Riesenslalom | 2:21,26 min | 81      | 1:49,67 min   | 69            | 4:10,93 min | 69     |
| Mina Baştan      | Slalom       | DNF         | DNF     | ausgeschieden | ausgeschieden | DNF         | DNF    |
| Sıla Kara        | Riesenslalom | 1:18,25 min | 67      | 1:17,55 min   | 57            | 2:35,80 min | 56     |
| Sıla Kara        | Slalom       | 48,91 s     | 49      | 48,12 s       | 47            | 1:37,03 min | 46     |
| Zerda Tımarlı    | Riesenslalom | 1:28,51 min | 77      | 1:25,89 min   | 65            | 2:54,40 min | 65     |
| Zerda Tımarlı    | Slalom       | 58,30 s     | 57      | 57,94 s       | 53            | 1:56,24 min | 53     |
| Männer           |              |             |         |               |               |             |        |
| Bünyamin Çelik   | Riesenslalom | 1:14,22 min | 83      | 1:12,53 min   | 69            | 2:26,75 min | 69     |
| Bünyamin Çelik   | Slalom       | DNF         | DNF     | DNF           | DNF           | DNF         | DNF    |
| Tuğrul Çemlek    | Riesenslalom | 1:22,26 min | 86      | 1:20,94 min   | 72            | 2:43,20 min | 73     |
| Tuğrul Çemlek    | Slalom       | DNF         | DNF     | DNF           | DNF           | DNF         | DNF    |
| Demirkan Hasırcı | Riesenslalom | DNF         | DNF     | DNF           | DNF           | DNF         | DNF    |
| Demirkan Hasırcı | Slalom       | DNF         | DNF     | DNF           | DNF           | DNF         | DNF    |
| Mahmut Kazanç    | Riesenslalom | 1:13,83 min | 81      | DNF           | DNF           | DNF         | DNF    |
| Mahmut Kazanç    | Slalom       | DNF         | DNF     | DNF           | DNF           | DNF         | DNF    |

### Skilanglauf
| Athleten                                               | Wettbewerbe                   | Zeit        | Rang |
| ------------------------------------------------------ | ----------------------------- | ----------- | ---- |
| Frauen                                                 |                               |             |      |
| Rabia Akyol                                            | 10 km Freistil                | 33:09,3 min | 53   |
| Dilan Demir                                            | 10 km Freistil                | 36:22,2 min | 65   |
| Şennur Kartal                                          | 10 km Freistil                | 36:56,6 min | 67   |
| Zülfiye Soyaslan                                       | 10 km Freistil                | 32:44,0 min | 49   |
| Şennur Kartal Zülfiye Soyaslan Dilan Demir Rabia Akyol | 4 × 7,5 km klassisch/Freistil | 1:31:31,0 h | 11   |
| Männer                                                 |                               |             |      |
| Yusuf Fırat                                            | 10 km Freistil                | 27:23,8 min | 70   |
| Eyüp Güler                                             | 10 km Freistil                | 27:33,6 min | 74   |
| Civan Karaman                                          | 10 km Freistil                | 27:19,8 min | 69   |
| Yusuf Talay                                            | 10 km Freistil                | 28:29,1 min | 83   |
| Yusuf Fırat Civan Karaman Eyüp Güler Yusuf Talay       | 4 × 7,5 km klassisch/Freistil | 1:17:16,4 h | 12   |

| Athleten                       | Wettbewerbe         | Qualifikation | Qualifikation | Viertelfinale | Viertelfinale | Halbfinale    | Halbfinale    | Finale        | Finale        | Rang |
| Athleten                       | Wettbewerbe         | Zeit          | Rang          | Zeit          | Rang          | Zeit          | Rang          | Zeit          | Rang          | Rang |
| ------------------------------ | ------------------- | ------------- | ------------- | ------------- | ------------- | ------------- | ------------- | ------------- | ------------- | ---- |
| Frauen                         |                     |               |               |               |               |               |               |               |               |      |
| Rabia Akyol                    | Sprint klassisch    | 4:03,82 min   | 44            | ausgeschieden | ausgeschieden | ausgeschieden | ausgeschieden | ausgeschieden | ausgeschieden | 44   |
| Dilan Demir                    | Sprint klassisch    | 4:34,73 min   | 65            | ausgeschieden | ausgeschieden | ausgeschieden | ausgeschieden | ausgeschieden | ausgeschieden | 65   |
| Şennur Kartal                  | Sprint klassisch    | 4:20,11 min   | 60            | ausgeschieden | ausgeschieden | ausgeschieden | ausgeschieden | ausgeschieden | ausgeschieden | 60   |
| Zülfiye Soyaslan               | Sprint klassisch    | 4:09,37 min   | 53            | ausgeschieden | ausgeschieden | ausgeschieden | ausgeschieden | ausgeschieden | ausgeschieden | 53   |
| Männer                         |                     |               |               |               |               |               |               |               |               |      |
| Yusuf Fırat                    | Sprint klassisch    | 3:16,81 min   | 53            | ausgeschieden | ausgeschieden | ausgeschieden | ausgeschieden | ausgeschieden | ausgeschieden | 53   |
| Eyüp Güler                     | Sprint klassisch    | 3:29,85 min   | 73            | ausgeschieden | ausgeschieden | ausgeschieden | ausgeschieden | ausgeschieden | ausgeschieden | 73   |
| Civan Karaman                  | Sprint klassisch    | 3:27,44 min   | 70            | ausgeschieden | ausgeschieden | ausgeschieden | ausgeschieden | ausgeschieden | ausgeschieden | 70   |
| Yusuf Talay                    | Sprint klassisch    | 3:31,21 min   | 76            | ausgeschieden | ausgeschieden | ausgeschieden | ausgeschieden | ausgeschieden | ausgeschieden | 76   |
| Mixed                          |                     |               |               |               |               |               |               |               |               |      |
| Rabia Akyol Yusuf Fırat        | Teamsprint Freistil | 7:33,01 min   | 19            | —             | —             | —             | —             | ausgeschieden | ausgeschieden | 19   |
| Zülfiye Soyaslan Civan Karaman | Teamsprint Freistil | 7:59,26 min   | 26            | —             | —             | —             | —             | ausgeschieden | ausgeschieden | 26   |

### Snowboard
| Athleten               | Wettbewerbe           | Qualifikation | Qualifikation | Achtelfinale  | Achtelfinale  | Viertelfinale | Viertelfinale | Halbfinale    | Halbfinale    | Finale/Platz 3 | Finale/Platz 3 | Rang |
| Athleten               | Wettbewerbe           | Zeit          | Rang          | Gegner        | Zeit          | Gegner        | Zeit          | Gegner        | Zeit          | Gegner         | Zeit           | Rang |
| ---------------------- | --------------------- | ------------- | ------------- | ------------- | ------------- | ------------- | ------------- | ------------- | ------------- | -------------- | -------------- | ---- |
| Frauen                 |                       |               |               |               |               |               |               |               |               |                |                |      |
| Nursu Zişan Bayhan     | Parallel-Riesenslalom | 1:51,71 min   | 26            | ausgeschieden | ausgeschieden | ausgeschieden | ausgeschieden | ausgeschieden | ausgeschieden | ausgeschieden  | ausgeschieden  | 26   |
| Nursu Zişan Bayhan     | Parallel-Slalom       | 2:00,84 min   | 20            | ausgeschieden | ausgeschieden | ausgeschieden | ausgeschieden | ausgeschieden | ausgeschieden | ausgeschieden  | ausgeschieden  | 20   |
| Zehra Gözdenur Geneske | Parallel-Riesenslalom | 1:46,59 min   | 24            | ausgeschieden | ausgeschieden | ausgeschieden | ausgeschieden | ausgeschieden | ausgeschieden | ausgeschieden  | ausgeschieden  | 24   |
| Zehra Gözdenur Geneske | Parallel-Slalom       | 1:50,10 min   | 18            | ausgeschieden | ausgeschieden | ausgeschieden | ausgeschieden | ausgeschieden | ausgeschieden | ausgeschieden  | ausgeschieden  | 18   |
| İrem Gezer             | Parallel-Riesenslalom | 1:34,21 min   | 19            | ausgeschieden | ausgeschieden | ausgeschieden | ausgeschieden | ausgeschieden | ausgeschieden | ausgeschieden  | ausgeschieden  | 19   |
| İrem Gezer             | Parallel-Slalom       | 1:39,81 min   | 16            | Ankele        | +8,72 s       | ausgeschieden | ausgeschieden | ausgeschieden | ausgeschieden | ausgeschieden  | ausgeschieden  | 16   |
| Selin Gülce Güler      | Parallel-Riesenslalom | 1:27,71 min   | 16            | Kanazawa      | +5,11 s       | ausgeschieden | ausgeschieden | ausgeschieden | ausgeschieden | ausgeschieden  | ausgeschieden  | 16   |
| Selin Gülce Güler      | Parallel-Slalom       | 1:37,91 min   | 15            | Kanazawa      | +6,41 s       | ausgeschieden | ausgeschieden | ausgeschieden | ausgeschieden | ausgeschieden  | ausgeschieden  | 15   |
| Männer                 |                       |               |               |               |               |               |               |               |               |                |                |      |
| Onur Güler             | Parallel-Riesenslalom | 1:24,52 min   | 30            | ausgeschieden | ausgeschieden | ausgeschieden | ausgeschieden | ausgeschieden | ausgeschieden | ausgeschieden  | ausgeschieden  | 30   |
| Onur Güler             | Parallel-Slalom       | 1:30,93 min   | 26            | ausgeschieden | ausgeschieden | ausgeschieden | ausgeschieden | ausgeschieden | ausgeschieden | ausgeschieden  | ausgeschieden  | 26   |
| Uğur Kocak             | Parallel-Riesenslalom | 1:18,68 min   | 23            | ausgeschieden | ausgeschieden | ausgeschieden | ausgeschieden | ausgeschieden | ausgeschieden | ausgeschieden  | ausgeschieden  | 23   |
| Uğur Kocak             | Parallel-Slalom       | 1:24,43 min   | 25            | ausgeschieden | ausgeschieden | ausgeschieden | ausgeschieden | ausgeschieden | ausgeschieden | ausgeschieden  | ausgeschieden  | 25   |
| Mirza Taş              | Parallel-Riesenslalom | DSQ           | DSQ           | ausgeschieden | ausgeschieden | ausgeschieden | ausgeschieden | ausgeschieden | ausgeschieden | ausgeschieden  | ausgeschieden  | DSQ  |
| Mirza Taş              | Parallel-Slalom       | 1:35,78 min   | 28            | ausgeschieden | ausgeschieden | ausgeschieden | ausgeschieden | ausgeschieden | ausgeschieden | ausgeschieden  | ausgeschieden  | 28   |
| Ali Armanç Yağan       | Parallel-Riesenslalom | 1:44,11 min   | 38            | ausgeschieden | ausgeschieden | ausgeschieden | ausgeschieden | ausgeschieden | ausgeschieden | ausgeschieden  | ausgeschieden  | 38   |
| Ali Armanç Yağan       | Parallel-Slalom       | 1:43,56 min   | 31            | ausgeschieden | ausgeschieden | ausgeschieden | ausgeschieden | ausgeschieden | ausgeschieden | ausgeschieden  | ausgeschieden  | 31   |